# Младен Поповић
Младен Поповић (Земун, 30. март 1953 — Београд, 29. децембар 2014) био је српски драмски писац, уредник и критичар.

## Биографија
Дипломирао је драматургију на Факултету драмских уметности.
Поповић је радио на Телевизији Београд од 1977. до 1997. као уредник у Забавном, Музичком и Контакт програму.
Шест година је био одговорни уредник Филмског програма РТС-а. Услед учешћа у протесту 1997, добио је оoтказ.
Радио је као уредник филмског програма ТВ Пинк.
Био је уредник серија Игре без граница и Хит месеца.

## Награде
- Награда Бранислав Нушић[1]
- Годишња награда РТБ-а[1]

## Дела
- Маслачак и ретард[3]
- Вилијева менажерија[3]
- Нижински[3]
- Лени & Рифенштал
- Лето на сунчаној тераси
- Буба[3]